# سیارک ۱۰۳۹۹
سیارک ۱۰۳۹۹ (به انگلیسی: 10399 Nishiharima، نامگذاری:1997UZ8) ده هزار و سیصد و نود و نهمین سیارک کشف شده‌است که در ۲۹ اکتبر ۱۹۹۷ کشف شد.
قدر مطلق سیارک برابر ۲۵٫۷ است.